# ケイト・スペード
ケイト・スペード（Kate Spade、出生名：キャサリン・ノエル・ブロズナハン（Katherine Noel Brosnahan）、1962年12月24日 - 2018年6月5日）は、アメリカ合衆国のファッションデザイナー。
アンディ・スペードと、ファッションブランドのケイト・スペード ニューヨーク (kate spade new york) を創立した。姪は女優のレイチェル・ブロズナハンである。

## 人物
ミズーリ州カンザスシティで生まれ育ったケイト・スペードは、地元のカトリック系女子校からカンザス大学に進学した。途中アリゾナ州立大学に転学し、ジャーナリズムを学んだ。卒業後にファッション雑誌『マドモワゼル』誌で働くようになり、1993年に夫とともに自分のブランド「ケイト・スペード ニューヨーク」を立ち上げた。2007年に同ブランドをリズ・クレイボーン社に売却し、夫妻はブランドから離れ、ケイトは育児に、夫は店舗デザインなどの仕事に従事し、2016年に新ブランド「フランシス ヴァレンタイン（FRANCES VALENTINE）」を夫と昔の仕事仲間とともに立ち上げた。ブランド名は、ケイトの夫に伝わる名前に由来し、2005年に生まれた一人娘の名前にも含まれている。
ケイトの夫アンディの兄は、俳優のデヴィッド・スペードである。姪に女優のレイチェル・ブロズナハン。
2018年6月5日、ニューヨークマンハッタンの自宅の寝室で縊死しているのが発見された。55歳没。翌6日に夫が声明を発表し、ケイトが5年間うつ病と不安症の治療を受けていたこと、10か月前から別居していたが離婚の話は出ていなかったこと、娘への遺書があったことなどを明らかにした。

## 企業としてのケイト・スペード
ケイト・スペード ニューヨークは、世界の女性がINTERESTING LIFEを送る事ができるようにインスパイアし、カラフルでクリエイティブな世界観を提案している。2007年にケイト・スペード夫妻はリズ・クレイボーン社に株を売却して離れ、2007年からはチーフクリエイティブオフィサー兼共同社長として、バナナ・リパブリック、バーバリーで活躍したデボラ・ロイドを迎えた。
2017年には269の国と地域で180店舗以上を展開。商品構成はバッグ・アパレル・靴・アクセサリーがメインで、これ以外に子供服、インテリア雑貨なども扱っている。ファッションの最新商品はニューヨークファッションウィークに出展している。系列ブランドとして、男性向けの「ジャック・スペード」も存在する。より低価格な「ケイト・スペード サタデー」もあったが、2015年に終了した。
2017年、コーチ（現・タペストリー）がケイト・スペード社を買収した。

## 日本での展開
日本では1996年からサンエー・インターナショナルにより販売開始。その後、合弁の日本法人であるケイト・スペード ジャパンを設立して2009年より正規輸入・販売を行っている。2012年には、合弁会社のサンエー・インターナショナル持分をケイト・スペード社が取得した。2017年にケイト・スペード ジャパンは米国Kate Spade LLCの100%子会社となった。
銀座・青山・六本木ヒルズ・丸の内・二子玉川といった東京エリアに留まらず、全国の百貨店や駅ビル・ショッピングセンターなどをはじめ、アウトレットにも数多く出店している。
一部のアイテムについてはライセンスを受けた事業会社が展開している。
- 子供服 - ナルミヤ・インターナショナル
- 香水 - インターモード川辺
- サングラス - サフィロジャパン
- 時計 - フォッシルジャパン